# Comitato Organizzatore dei VII Giochi olimpici invernali
Il "Comitato Organizzatore dei VII Giochi olimpici invernali" è stato l'ente costituito dal Comitato olimpico nazionale italiano con il compito di organizzare le Olimpiadi invernali di Cortina d'Ampezzo del 1956, in base alle norme del Comitato Olimpico Internazionale che assegnavano al CONI la responsabilità della realizzazione dei Giochi.
L'ente, creato il 25 marzo 1953 e sciolto il 21 marzo 1956, ebbe sede presso l'Hotel de la Poste, in via Cesare Battisti a Cortina d'Ampezzo.

## Storia
In base all'articolo 26 del regolamento del CIO toccò al Comitato olimpico nazionale italiano la responsabilità dell'organizzazione dei Giochi. Nelle riunioni del 4 e 5 Agosto 1949, la Giunta Esecutiva CONI deliberò di effettuare i primi preparativi e opere attraverso i suoi uffici, con l'ausilio della Federazione Italiana Sport Invernali, della Federazione Italiana Sport del Ghiaccio e degli enti locali, tra i quali il Comune di Cortina d'Ampezzo, nominando successivamente un Comitato Organizzatore vero e proprio al quale demandare tutti i poteri per la preparazione dei Giochi.
Per le infrastrutture da realizzare a Cortina d'Ampezzo intervenne invece direttamente il Governo della Repubblica Italiana, che creò il 27 marzo 1952 un "Comitato interministeriale" presieduto dal sottosegretario di Stato alla Presidenza del Consiglio dei ministri Giulio Andreotti.
Nella riunione del 25 marzo 1953, la Giunta Esecutiva del CONI deliberò la costituzione dei comitati. Innanzitutto, al presidente del CIO Avery Brundage venne offerta la presidenza onoraria dei Giochi, al Presidente della Repubblica Italiana Giovanni Gronchi l'Alto Patronato, e venne promossa la formazione di un "Comitato d'onore", del quale fecero parte le più alte cariche della Repubblica Italiana (i Presidenti della Camera dei deputati e del Senato della Repubblica, il Presidente del Consiglio dei ministri, nonché alcuni ministri direttamente interessati per il loro ruolo allo svolgimento dei Giochi: Affari Esteri, Interno, Finanze, Tesoro, Difesa, Pubblica Istruzione, Lavori Pubblici, Trasporti, Poste e Telecomunicazioni). Si procedette poi a costituire il Comitato Organizzatore, formato da nove membri oltre il segretario: i due italiani membri del CIO, tre rappresentanti del CONI (presidente, vicepresidente e segretario), i due presidenti delle federazioni nazionali interessate dai Giochi (Federazione Italiana Sport Invernali e Federazione Italiana Sport del Ghiaccio), il prefetto della provincia di Belluno e il sindaco di Cortina d'Ampezzo;
Al Comitato Organizzatore fu assegnato il mandato del CONI di realizzare i Giochi di Cortina 1956, tramite regolamento che ne fissava i compiti, con degli organi tecnici e ausiliari (Comitato Esecutivo e varie commissioni) alle sue dipendenze; con delibera del 12 giugno 1953 la Giunta Esecutiva del CONI istituì queste commissioni, organi tecnici e ausiliari, per un miglior svolgimento delle gare: Commissione per lo Sci, presieduta da Piero Oneglio; Commissione per il Bob, presieduta da Federico Terschak; Commissione per l'Hockey, presieduta da Enrico Calcaterra; Commissione per il Pattinaggio Artistico, presieduta da Bruno Bonfiglio; Commissione per il Pattinaggio di Velocità, presieduta da Icilio Perucca, Servizio per il cronometraggio, presieduto da Giovanni Romagna; Servizio sanitario, presieduto da Giuseppe La Cava.
Inizialmente i due comitati, Organizzatore ed Esecutivo, furono presieduti dal presidente del CONI Giulio Onesti, con segretario generale Giordano Bruno Fabjan, e il 15 luglio 1954 la Giunta Esecutiva del CONI stabilì gli incarichi definitivi: il conte Paolo Thaon di Revel venne scelto quale presidente del Comitato Organizzatore, con Fabjan rimasto nel ruolo di segretario generale, mentre Giulio Onesti mantenne la presidenza del Comitato Esecutivo, con vicepresidente Ottorino Barassi.
Il Comitato Organizzatore si sciolse a Giochi conclusi, dopo un'ultima riunione con cerimonia svoltasi la mattina del 21 marzo 1956 nel salone d'onore del CONI al Foro Italico di Roma.

## Sede
La prima sede, provvisoria, degli uffici del Comitato Organizzatore (24 locali) fu Villa Fabrizi, situata in corso Italia a Cortina d'Ampezzo.
La sede definitiva del C.O. fu invece un'ala di nuova costruzione dell'Hotel de la Poste (cinque piani e 54 locali) in via Cesare Battisti sempre a Cortina, tramite contratto d'affitto con i proprietari della struttura, e il comitato vi si trasferì nella primavera del 1955 restandovi fino a giugno 1956. A Villa Fabrizi rimasero comunque alcuni uffici del comitato.

## Composizione

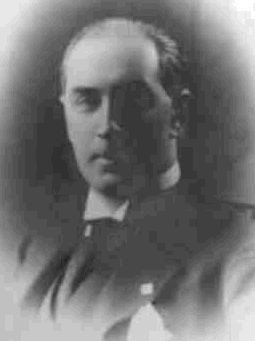
Paolo Thaon di Revel, presidente del C.O.

Il Comitato Organizzatore era così composto:
Presidente
- Paolo Thaon di Revel (membro italiano del CIO)

Segretario Generale
- Giordano Bruno Fabjan

Membri
- Ottorino Barassi (vicepresidente del CONI)
- Giorgio De Stefani (membro italiano del CIO)
- Piero Oneglio (presidente della Federazione Italiana Sport Invernali)
- Giulio Onesti (presidente del CONI)
- Mario Rimoldi (sindaco di Cortina d'Ampezzo)
- Francesco Vecchi (prefetto di Belluno)
- Remo Vigorelli (presidente della Federazione Italiana Sport del Ghiaccio)
- Bruno Zauli (segretario generale del CONI)

## Organi tecnici e ausiliari

### Comitato Esecutivo

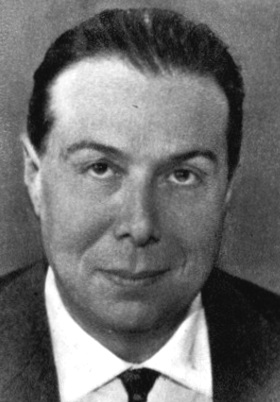
Giulio Onesti, presidente del C.E.

Il Comitato Esecutivo era così composto:
Presidente
- Giulio Onesti (presidente del CONI)

Vicepresidente delegato
- Ottorino Barassi (vicepresidente del CONI)

Segretario Generale
- Giordano Bruno Fabjan

Membri
- Piero Oneglio (presidente della Federazione Italiana Sport Invernali)
- Remo Vigorelli (presidente della Federazione Italiana Sport del Ghiaccio)
- Mario Saini
- Otto Menardi
- Giuseppe Fabre
- Guglielmo Holzner
- Federico Terschak
- Icilio Perucca
- Bruno Bonfiglio
- Enrico Calcaterra

### Commissioni tecniche
- Commissione per lo Sci, presieduta da Piero Oneglio;[1]
- Commissione per il Bob, presieduta da Federico Terschak;[1]
- Commissione per l'Hockey, presieduta da Enrico Calcaterra;[1]
- Commissione per il Pattinaggio Artistico, presieduta da Bruno Bonfiglio;[1]
- Commissione per il Pattinaggio di Velocità, presieduta da Icilio Perucca.[1]

### Commissioni ausiliarie
- Servizio per il cronometraggio, presieduto da Giovanni Romagna;[1]
- Servizio sanitario, presieduto da Giuseppe La Cava.[1]